# Hälften dör av fetma
Hälften dör av Fetma är rockgruppen Babians andra studioalbum, utgivet 3 februari 2010 via Troglodyte Records. Albumet innehåller singlarna Ingenting + Ingenting, Oh la la la och Kaka.
Albumet producerades av Babian och acke i Varispeed Studios i Klågerup juli 2009 men låten Skaka Röv är inspelad live i replokalen.
Babian beskrev skivan som en självklar fortsättning på deras första album där texterna är fortsatt civilisationskritiska men denna gång togs mer nutida och aktuella ämnen upp som t.ex. tv-programmet Idol och FRA-lagen. Även gruppens meddelklassuppväxt tog plats på albumet.

## Mottagande
Albumet fick i stort sett övervägande positiv kritik med näst högst betyg från t.ex. Dagens Nyheter, Norran, Barometern, Borås Tidning, Kristianstadsbladet, Värmlands Folkblad och Arbetarbladet. Nöjesguiden, Aftonbladet, Sydsvenskan och Helsingborgs Dagblad gav också positivt omdöme.

## Låtlista
| Nr           | Titel                  | Text          | Musik                                                            | Längd |
| ------------ | ---------------------- | ------------- | ---------------------------------------------------------------- | ----- |
| 1.           | Bort Härifrån          | Tobias Allvin | Tobias Allvin, Conny Andersson, Christian Norefalk, Anders Baeck | 2:51  |
| 2.           | Ingenting + Ingenting  | Tobias Allvin | Tobias Allvin, Conny Andersson, Christian Norefalk, Anders Baeck | 2:26  |
| 3.           | Oh la la la            | Tobias Allvin | Tobias Allvin, Conny Andersson, Christian Norefalk, Anders Baeck | 3:59  |
| 4.           | Jordens Dragningskraft | Tobias Allvin | Tobias Allvin, Conny Andersson, Christian Norefalk, Anders Baeck | 3:02  |
| 5.           | Öppna Ögonen           | Tobias Allvin | Tobias Allvin, Conny Andersson, Christian Norefalk, Anders Baeck | 2:43  |
| 6.           | Vi lär oss så bra      | Tobias Allvin | Tobias Allvin, Conny Andersson, Christian Norefalk, Anders Baeck | 4:58  |
| 7.           | Kaka                   | Tobias Allvin | Tobias Allvin, Conny Andersson, Christian Norefalk, Anders Baeck | 2:52  |
| 8.           | Idol                   | Tobias Allvin | Tobias Allvin, Conny Andersson, Christian Norefalk, Anders Baeck | 2:44  |
| 9.           | Skitungar              | Tobias Allvin | Tobias Allvin, Conny Andersson, Christian Norefalk, Anders Baeck | 3:25  |
| 10.          | Ska vi dansa först?    | Tobias Allvin | Tobias Allvin, Conny Andersson, Christian Norefalk, Anders Baeck | 2:25  |
| 11.          | Skaka Röv              | Tobias Allvin | Tobias Allvin, Conny Andersson, Christian Norefalk, Anders Baeck | 2:51  |
| 12.          | Släpp in mig           | Tobias Allvin | Tobias Allvin, Conny Andersson, Christian Norefalk, Anders Baeck | 4:11  |
| Total längd: | Total längd:           | Total längd:  | Total längd:                                                     | 38:34 |

## Medverkande
Musiker
- Tobias Allvin - sång, gitarr
- Conny Andersson - gitarr, sång
- Anders Baeck - trummor, sång
- Christian Norefalk - bas
- Göran Abelli - trombon
- Björn Edqvist - trumpet
- Niklas Fredin - trumpet
- Pär Moberg - barytonsaxofon
- Inge Petersson - tenorsaxofon
- Andreas Stigson - tvärflöjt

Produktion
- acke - producent, inspelning
- Mathias Oldén - mixning, mastring
- Johanna Karlsson - omslagsdesign
- Björn Rudnert - foto[7]